# Cristiano del Serimunt
Cristiano, in tedesco Christian, (... – 15 giugno 951) fu un Graf sassone che governava nel Nordthüringgau e nel vicino Schwabengau. Nel 945 viene menzionato come margravio nell'allora sorabo Gau Serimunt.

## Biografia
Non si sa nulla delle origini di Cristiano. Potrebbe essere stato un membro della stirpe dei Billunghi. Con Hidda, la sorella del margravio Gero, ebbe almeno due figli: Tietmaro, dal 965 margravio della marca di Meißen, e Gero, dal 969 al 976 arcivescovo di Colonia. Un'altra possibile figlia fu Frederuno, che sposò Odo, margravio dell'Ostmark sassone; un'altra possibile ipotesi è che Odo stesso fosse figlio di Cristiano, ma questa ipotesi rimane improbabile.
Cristiano è menzionato per la prima volta nei documenti del re Ottone I nel 937 come uno dei numerosi conti del Nordthüringgau e di Schwabengau. In un'iscrizione di gruppo di nomi nel Verbrüderungsbuch dell'abbazia di Reichenau, che probabilmente risale anch'esso al 937, Cristiano occupa il primo posto. Poiché la voce inizia con i nomi di Cristiano, di sua moglie Hidda e dei due figli Tietmaro e Gero, Gerd Althoff presume che le persone nella lista siano stati parenti e amici di Cristiano. Oltre al margravio Gero e sua moglie Giuditta, sono presenti i figli Sigfrido e Gero così come il conte sassone Billung, capostipite dei Billunghi. Una menzione molto precoce di Cristiano potrebbe essere l'omonimo Vogt dell'abbazia di Hersfeld in un documento reale dell'anno 933.
Nel 945 il re Ottone I gli diede in dono i possedimenti di Steno e Kühnau nel Gau del Serimunt,  un privilegio che all'epoca era riservato esclusivamente ai membri della famiglia reale. Il Gau Serimunt, posto sulla destra della Saale, era originariamente territorio sorabo e solo pochi anni prima era passato sotto il dominio sassone. Nell'atto di donazione del 1 maggio 945, Cristiano è indicato come unser Markgraf (nostro margravio) in questo Gau. Non è chiaro se ciò fosse associato a una posizione superiore. L'11 giugno 945 Ottone I diede ai fratelli Folkmar e Richbert quattro villaggi situati sul Fuhne nella contea del conte Cristiano. Qui il titolo di margravio non viene ripetuto esplicitamente, forse anche perché Cristiano non era il donatario. Inoltre, le fonti narrative non conoscono alcun margravio Cristiano. Solo l'Annalista Saxo usa il titolo di margravio per Cristiano nel XII secolo fino all'anno 945.
La ricerca presume che Cristiano sia morto nel 951, in quanto in quell'anno suo figlio Tietmaro esercitava già le prerogative di conte nel Serimunt. Tuttavia, un Cristiano trasferisce  per Hidda (pro Hiddone), nella seconda parte delle Corveyer Traditionen, e quindi dopo il 963, la proprietà di Balahornem, vicino ad Halberstadt, all'abbazia di Corvey. È certo che il 15 giugno è l'anniversario della morte di Cristiano: innanzitutto, il necrologio della chiesa di San Michele a Lüneburg registra la morte di un "Christin com.", cioè un conte Cristiano, per il 15 giugno e il 5 novembre, ma senza l'anno. Nel Verbrüderungsbuch dell'abbazia di Reichenau c'è un documento del 15 giugno, che chiaramente riguarda Cristiano. I figli di Cristiano, Tietmaro e Gero di Colonia, fondarono il monastero di Thankmarsfelde in memoria del padre nel 970, che fu presto trasferito a Nienburg (Saale) (Nordthüringgau), venendo quindi chiamato abbazia di Nienburg, situato vicino al confine occidentale del Serimunt e che divenne il luogo di sepoltura del clan, il quale si riferiva a Cristiano come progenitore.
Quasi settant'anni dopo la morte di Cristiano, Tietmaro di Merseburgo riferisce che Ottone il Grande fece seppellire "il nobile conte" Cristiano e altri fedeli vicino alla cattedrale di Magdeburgo, dove il re stesso desiderò porre la tomba. Da questo e dallo stretto rapporto di Cristiano con il margravio Gero, la ricerca suggerisce che le origini e il significato politico di Cristiano andavano ben oltre ciò che può essere dedotto direttamente dalle poche fonti. L'opinione che Cristiano fosse sotto il comando militare del margravio Gero non è più sostenuta oggi. Da un lato, mancano le prove di ciò e, dall'altro, le strutture gerarchiche permanenti all'interno della nobiltà sassone sono considerate dubbie già nella prima metà del X secolo, secondo le conoscenze odierne.